# Cristóbal Cruz
Cristóbal Cruz (ur. 19 maja 1977 w Chiapas) – meksykański bokser, były zawodowy mistrz świata organizacji IBF w kategorii piórkowej (do 126 funtów).
Karierę zawodową rozpoczął w 1992. Do końca 2004 stoczył trzydzieści siedem pojedynków, z których dwadzieścia dziewięć wygrał, siedem przegrał i jeden zremisował. W lutym 2005 już w trzeciej rundzie znokautował byłego mistrza świata WBA w kategorii piórkowej i koguciej, Luisito Espinosę. W tym samym roku zwyciężył jeszcze w dwóch pojedynkach, natomiast jedna walka została uznana za nieodbytą. W 2006 stoczył cztery walki – dwie zakończyły się jego zwycięstwem, natomiast dwie przegrał (z przyszłym mistrzem świata WBO w kategorii piórkowej, Stevenem Luevano oraz z Francisco Lorenzo).
2007 rok rozpoczął od dwóch przegranych na punkty – w kwietniu po raz drugi przegrał z Francisco Lorenzo, a miesiąc później doznał porażki w pojedynku z Zahirem Raheemem. W sierpniu, trzecim i ostatnim pojedynku w tym roku, pokonał przez techniczny nokaut w dziesiątej rundzie Alberto Garzę.
W marcu 2008 pokonał na punkty decyzją większości Thomasa Mashabę, natomiast 23 października 2008 w pojedynku o wakujący tytuł mistrza świata IBF pokonał na punkty po niejednogłośnej decyzji sędziów Orlando Salido i zdobył pas mistrzowski. 14 lutego 2009, w pierwszej obronie tytułu, pokonał na punkty Cyrila Thomasa, a pięć miesięcy później, również na punkty zwyciężył Jorge Solisa. W ostatniej walce w 2009 zmierzył się z Ricardo Castillo. Pojedynek zakończył się remisem, ponieważ Cruz w trzeciej rundzie nie mógł kontynuować walki z uwagi na kontuzję odniesioną po przypadkowym zderzeniu głowami.
15 maja 2010 przegrał na punkty w rewanżowej walce z Orlando Salido (w rundzie drugiej dwukrotnie był liczony) i stracił tytuł mistrza świata IBF.